# 納霍德

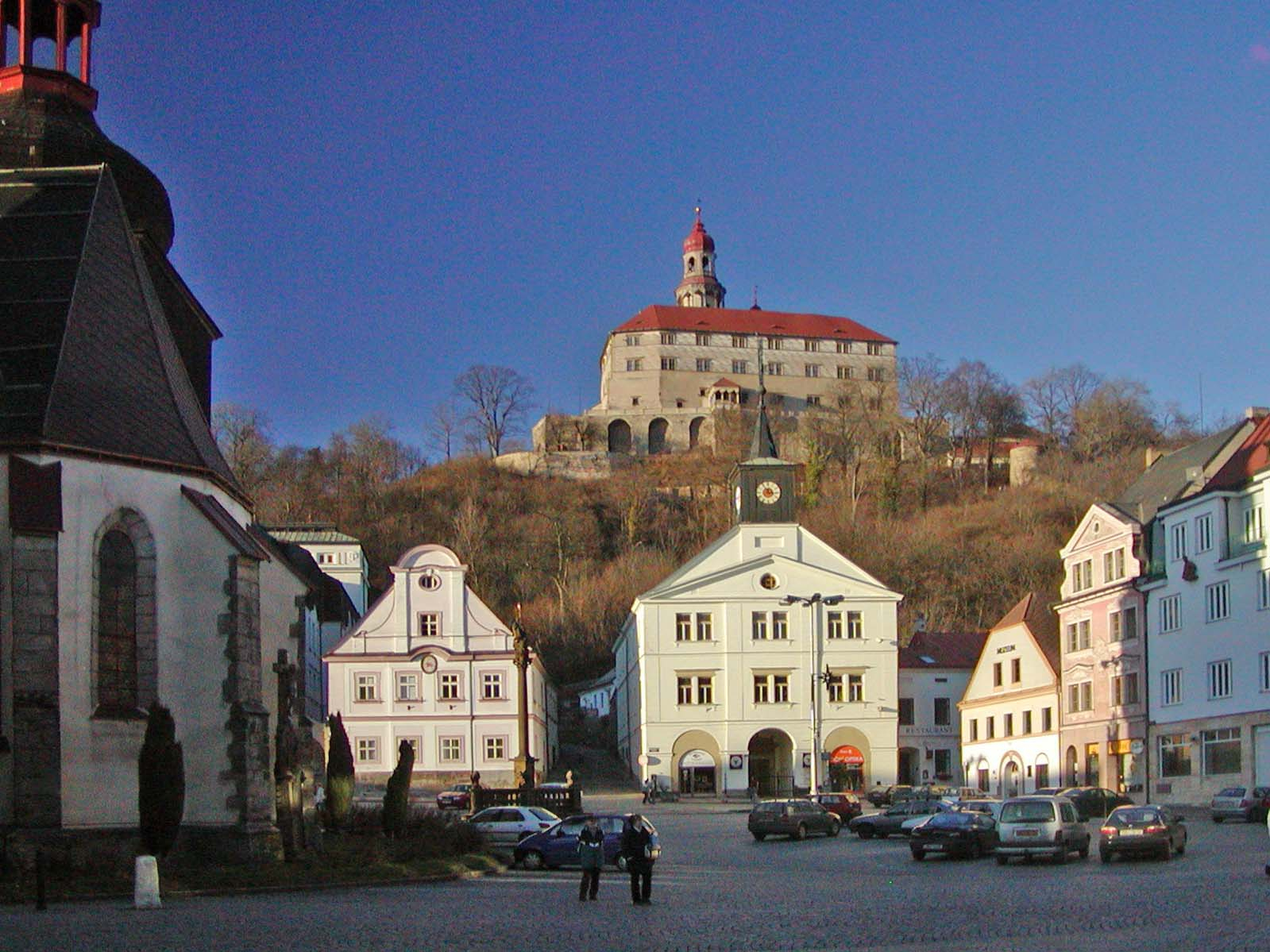

納霍德是捷克的城鎮，位於該國西北部，由赫拉德茨-克拉洛韋州負責管轄，始建於十四世紀，毗鄰與波蘭接壤的邊境，面積33.32平方公里，海拔高度346米，2006年人口21,559。

## 外部連結
- Municipal website （页面存档备份，存于） (cs, de, en, pl)